# Patrick Morrisey
Patrick James Morrisey (* 21. prosince 1967 New York City, New York) je americký právník a politik, člen Republikánské strany, od roku 2025 guvernér Západní Virginie.
Narodil se v Brooklynu, vyrůstal v Edisonu v New Jersey. Studoval na Rutgers University. V Západní Virginii žije od roku 2006, kdy se přestěhoval do Jefferson County. V roce 2012 byl jako první Republikán od roku 1933 zvolen západovirginským státním prokurátorem. Ve funkci působil do roku 2025, kdy se stal guvernérem tohoto státu, když nahradil Jima Justice. V roce 2018 kandidoval do Senátu USA, ale těsně prohrál s centristickým Demokratem Joem Manchinem. V roce 2024 úspěšně kandidoval na funkci guvernéra státu, když drtivě porazil starostu Huntingtonu Stephena Williamse. Funkce se ujal v lednu 2025.
Je ženatý, má jedno dítě. Je konzervativcem a odpůrcem potratů. Podpořil rovněž udělení výjimek z očkování náboženským skupinám, které odmítají vakcinaci. Používá narativ o "liberálních elitách z Washingtonu", které stojí v opozici vůči slušným lidem žijícím v Západní Virginii. Tvrdě kritizuje také "woke ideologii".